# Connecticut Sun 2022
La stagione 2022 delle Connecticut Sun fu la 24ª nella WNBA per la franchigia.
Le Connecticut Sun arrivarono seconde nella Eastern Conference con un record di 25-11. Nei play-off vinsero il primo turno con le Dallas Wings (2-1), la semifinale con le Chicago Sky (3-2), perdendo poi la finale WNBA con le Las Vegas Aces (3-1).

## Roster
| N° | Naz.                   | Ruolo | Sportivo           | Anno | Alt. | Peso |
| -- | ---------------------- | ----- | ------------------ | ---- | ---- | ---- |
| 1  | Stati Uniti (bandiera) | G     | Odyssey Sims       | 1992 | 173  | 70   |
| 2  | Stati Uniti (bandiera) | G     | Natisha Hiedeman   | 1997 | 1703 | 57   |
| 4  | Stati Uniti (bandiera) | G     | Jazmine Jones      | 1996 | 183  | 73   |
| 4  | Stati Uniti (bandiera) | A     | Stephanie Jones    | 1998 | 191  | 84   |
| 5  | Stati Uniti (bandiera) | G     | Jasmine Thomas     | 1989 | 175  | 66   |
| 8  | Stati Uniti (bandiera) | A     | Joyner Holmes      | 1998 | 191  | 95   |
| 10 | Stati Uniti (bandiera) | G     | Courtney Williams  | 1994 | 193  | 86   |
| 11 | Stati Uniti (bandiera) | G     | Nia Clouden        | 2000 | 175  | 64   |
| 14 | Stati Uniti (bandiera) | G     | Bria Hartley       | 1992 | 175  | 67   |
| 21 | Stati Uniti (bandiera) | GA    | DiJonai Carrington | 1998 | 180  | 79   |
| 23 | Stati Uniti (bandiera) | G     | Kiana Williams     | 1999 | 173  | 61   |
| 24 | Stati Uniti (bandiera) | GA    | DeWanna Bonner     | 1987 | 193  | 65   |
| 25 | Stati Uniti (bandiera) | A     | Alyssa Thomas      | 1992 | 188  | 84   |
| 31 | Stati Uniti (bandiera) | G     | Yvonne Anderson    | 1990 | 170  | 67   |
| 35 | Bahamas (bandiera)     | A     | Jonquel Jones      | 1994 | 198  | 86   |
| 42 | Stati Uniti (bandiera) | A     | Brionna Jones      | 1995 | 191  | 104  |

## Staff tecnico
- Allenatore: Curt Miller
- Vice-allenatori: Brandi Poole, Chris Koclanes
- Preparatore atletico: Nicole Alexander
- Preparatore fisico: Analisse Rios